# キマイラ (漫画)
『キマイラ』は、原作：戸田幸宏、作画：八坂考訓による日本の漫画。『モーニング』（講談社）にて連載された。全5巻。

## 作品概要
財界・マスコミ・暴力団とそれぞれの組織で中核を担う3人が現在の日本の閉塞感を打破するために、独裁者を作り出そうとするストーリー。題名は「資本」「メディア」「暴力」の3つの獣の各部位を合成した怪物「キマイラ」になぞらえている。また、アドルフ・ヒトラーが書いた洗脳に関する秘密文書がこの話の重要な核となっている。

## 登場人物

### 主要人物
坂口薫
広域暴力団龍旺会系悠山会の若頭。高校時代に叔父が所持していたヒトラーの秘密文書を入手し、三人に見せる。
菊地龍一
菊地財閥ホテルグループ専務取締役。西ドイツで暮らしていた経験から、ヒトラーの秘密文書を翻訳する。
小林健次
テレビ首都「ニュース・スプラッシュ」のチーフ・プロデューサー。
星野国義
「シロ」と呼ばれている推定年齢20代後半のホームレス。薬物依存による後遺症で過去の記憶や感情に障害があるが、知能検査では高い潜在能力がある。龍一、健次、薫によって実在した「星野国義」になりすまり、独裁者役に仕立て上げられる。

### 政界
宮澤茂
衆議院北海道7区選出の衆議院議員。二階堂晶午元首相の娘婿。外務大臣就任直後に女性スキャンダルで脅迫させられて引退を表明。
村松俊夫
宮沢事務所政策秘書。
三浦
宮沢の第一秘書。裏帳簿の管理をしていたが、退職後に行方不明になっている。
渡部大三郎
宮澤茂後援会会長。宮澤引退後は二階堂直樹後援会会長となる。
二階堂直樹
衆議院北海道7区補選で与党から立候補する。財務官僚で二階堂晶午の次男。
五十嵐
衆議院北海道7区補選で二階堂直樹の選挙参謀を務める。
中丸喜一
千葉県選出の元国会議員。二階堂派のエースと呼ばれて将来の首相候補と目されていたが、ホテルで自殺を遂げる。
池端昌一
民主政和党幹事長。二階堂直樹の補選に応援に駆けつける。
浅沼純一郎
構造改革を進める現内閣総理大臣。
二階堂晶午
元内閣総理大臣。民政党のフィクサーとして政界に大きな影響力を持っている。

### 政治周辺・選挙
宮澤和代
宮澤茂衆議院議員の妻。二階堂晶午元内閣総理大臣の娘。夫の宮澤とは親子ほど年が離れている。
三浦由紀
宮澤衆議院議員第一秘書の娘。音大1年生でウィーン留学を控えているが、議員事務所退職後に行方不明になった父を心配している。
岩瀬靖
北海道で人気のニュースキャスター。北海道7区補選に希望党候補として立候補。家庭は崩壊している。
岩瀬良江
岩瀬の妻。家庭が崩壊している中で理想の家族を演じるのに疲れ果てている。
岩瀬貴久
岩瀬の息子。薬物乱用者。
吉田秀平
釧路市出身の弁護士。北海道7区補選に労働福祉党候補として立候補。
早川
大学政治部の学生。北海道7区補選に立候補した星野の選挙ボランティアをする。

### 菊地グループ
菊池康次郎
菊地ホールディングス代表取締役会長。経営方針で息子である菊地龍一と対立している。
菊池加奈子
菊地龍一の妻。昔は菊地龍一の弟である孝志と交際していた。
菊地孝志
菊地龍一の弟。菊地グループの内部抗争に嫌気が差して失踪。その後に死亡。

### 報道関連
奥村宏
テレビ首都「ニュース・スプラッシュ」のニュースキャスター。
香織
歌手志望で鹿児島県から上京。奥村の愛人。奥村の子を妊娠するが、堕胎を要求させられる。
萩原敏彦
テレビ首都編成局長。二階堂と仲のいいテレビ首都社長の意向で、二階堂に不利な報道を潰すことを部下に指示する。

### 暴力団
近藤誠一
広域暴力団龍旺会系悠山会の会長。
上条
広域暴力団龍旺会系悠山会の組員。
鶴岡義人
広域暴力団龍旺会系悠山会の総長。
新井
北和会の組長。
丸山圭吾
本物の「星野国義」。5歳時に両親を無くして、児童養護施設「あけぼの園」で育てられる。カタギ時代に仲間の借金の肩代わりをして、金融屋に手を出してしまって、カタギを辞めて以降はヤクザに追われて、偽名「丸山圭吾」を名乗るようになる。悠山会の金を持ち逃げしたためにヤクザに殺された。

### その他
榊原良雄
龍一、健次、薫の同級生でリーダー的存在。大物政治家である学園理事長の息子。将来は政治家になることを目指していたものの高校3年時に自殺した。
片山守
精神病院入院患者。かつては大学教授として入手したヒトラーの秘密文書を研究していた。坂口の叔父。坂口の秘密文書を引き合わせた人物。
榛名
宝石店の店長。かつては坂口の昔の恋人だった。永田町と深い関係のある実業家の愛人。
千夏
児童養護施設「あけぼの園」の先生。自治体の補助金が打ち切られて多額の債務を抱え、暴力団の嫌がらせを受けている。
安田
坂口の父親を借金の保証人にしてバブル全盛期にゴルフ場開発事業に出資するも、事業に失敗し逃亡している。